# PO-531
La PO-531 (en la provincia de Pontevedra ), es una carretera de la Red Básica Primaria de la Junta de Galicia que une la ciudad de Pontevedra con la localidad de Bayón (Villanueva de Arosa).
Atraviesa los municipios de Pontevedra, Poyo, Barro, Meis y Villanueva de Arosa. Tiene una longitud de 18,80 kilómetros y comienza al norte de Pontevedra y finaliza en un cruce con la VG-4.7 en Bayón (Villanueva de Arosa). Se trata de un tramo de la antigua carretera comarcal C-531 que unía Ginzo de Limia con Villagarcía de Arosa.

## Trayecto
Parte del puente de la Barca, pasando por A Barca y O Vao (municipio de Poyo). En esta zona, en el municipio de Pontevedra, bordea el Parque Comercial O Vao a la salida de Pontevedra, a la derecha, cerca de la AP-9. Continúa su trayecto por Campañó y Alba (ambos en el municipio de Pontevedra), antes de entrar en la parroquia de Curro (municipio de Barro), donde se cruza con la AP-9 y enlaza con la AG-41 (dirección Sangenjo ) y la PO-300 (dirección Cambados). Llegando al final de la VG-4.7 y la carretera N-640 hasta Carril (municipio de Villagarcía de Arosa).

## Descripción
Es la carretera de la red viaria convencional de Galicia que registra el mayor volumen de tráfico.
En junio de 2025 finalizó la reforma del tramo de medio kilómetro de la PO-531, entre el cruce con la PO-310 y la VG-4.8 en Campañó, que supuso una transformación profunda para mejorar la seguridad viaria, especialmente la peatonal, frente al colegio de Campañó. La actuación incluyó la construcción de una nueva rotonda, el estrechamiento de carriles y la creación de aceras y sendas peatonales, con una inversión de 862.000 euros por parte de la Junta de Galicia. Estas medidas se focalizaron en reducir la velocidad del tráfico de 70 km/h a unos 30-40 km/h, mejorando así la protección de escolares y vecinos. Además, se acondicionaron paradas de autobús y zonas de aparcamiento escolar.